# CB Breogán
Club Baloncesto Breogán is een basketbalteam uit Lugo, Galicië (Spanje). Ze spelen anno 2019 in de professionele league van de ACB. De basketbal team werd op 1966 opgericht. Thuisstadion is het Pazo dos Deportes met een capaciteit van 7.500 plaatsen

## Bekerwinsten
- Copa Príncipe de Asturias (Spaanse beker van het basketbal) winnaars: 2007/2008, 2017/2018, 2020/2021
- Liga Española de Baloncesto winnaars: 1998/1999, 2017/2018, 2020/2021
- Galicië Basketball League: 1986/1987, 1987/1988, 1998/1999, 2000/2001, 2002/2003, 2003/2004, 2004/2005, 2005/2006, 2007/2008, 2008/2009, 2009/2010, 2018/2019, 2021/2022, 2022/2023

## Bekende (oud)-spelers
| - José Miguel Antúnez - Alfonso Reyes - Manel Sánchez - Sergio Llorente - Thomas De Thaey - Džanan Musa - Velimir Perasović - Vladimir Petrović - Serge Zwikker | - Tanoka Beard - Charlie Bell - James Donaldson - Greg Foster - Maurice Jeffers - Tyler Kalinoski - Pete Mickeal - Charlie Moore |